# Pietro Gagni
Pietro Gagni   (Rocca del Colle, 1951) és un antic pilot d'enduro italià de renom internacional durant les dècades del 1970 i 1980. Especialista en petites cilindrades, va ser campió d'Europa de 50cc el 1979 i de 80cc el 1982. També va guanyar dos campionats d'Itàlia i va formar part de l'equip italià que va guanyar el Vas d'argent als Sis Dies Internacionals d'Enduro de 1975, celebrats a l'illa de Man.
Nascut a Rocca del Colle, actual Bagnatica (a la província de Bèrgam), Gagni ha estat, a més de pilot, un expert mecànic de motocicletes i ha treballat per als principals equips de competició del mundial de velocitat. Des del 1986 fins al 2012 va fer de mecànic per a Yamaha, Ducati i Honda i va col·laborar en els èxits dels seus pilots a MotoGP, entre ells Sete Gibernau, Max Biaggi, Marco Melandri i Casey Stoner.

## Palmarès
- 1 Campionat d'Europa d'enduro 50cc (1979, amb Fantic)
- 1 Campionat d'Europa d'enduro 80cc (1982, amb Zündapp)
- 1 Victòria al Vas d'argent dels ISDE (1975)
- 2 Campionats d'Itàlia d'enduro 50cc (1974, 1977)